# Douar El Ma
Douar El Ma là một đô thị thuộc tỉnh El Oued, Algérie. Dân số thời điểm năm 2002 là 3.527 người.